# Roy Scheider
Roy Scheider (vlastním jménem Roy Richard Scheider, 10. listopadu 1932, Orange, New Jersey – 10. února 2008, Little Rock, Arkansas) byl americký filmový a televizní herec. Je známý především svou rolí v thrilleru Stevena Spielberga Čelisti z roku 1975. Byl dvakrát nominován na Oscara.

## Život
Herectví se věnoval už v době středoškolských studií, profesionálně jako divadelní herec od roku 1961 (Romeo a Julie). Jeho první filmovou rolí bylo účinkování v hororu The Curse of the Living Corpse (Kletba živé mrtvoly). V roce 1971 byl nominován na Oscara za vedlejší roli ve filmu Williama Friedkina Francouzská spojka, druhou nominaci na Cenu Akademie obdržel v roce 1979 za hlavní roli ve filmu Boba Fosse All That Jazz.
První manželka byla Cynthia Bebout Scheider (1962–1989), druhou byla Brenda Siemer Scheider (1989–2008).

## Filmografie (výběr)
- 1964 - The Curse of the Living Corpse (Kletba živé mrtvoly)
- 1971 - Klute
- 1971 - Francouzská spojka / The French Connection
- 1975 - Čelisti / Jaws
- 1976 - Maratonec / Marathon Man
- 1977 - Mzda strachu / Sorcerer
- 1978 - Čelisti 2 / Jaws 2
- 1979 - All That Jazz
- 1982 - Klid noci / Still of the Night
- 1983 - Blue Thunder / Modrý hrom
- 1984 - 2010: Rok prvního kontaktu / 2010: The Year We Make Contact
- 1991 - Nahý oběd / Naked Lunch